# Gabriel (priimek)
Gabriel je priimek več znanih oseb:

## Znani nosilci priimka
- Alfons Gabriel (1894—1975), avstrijski geograf in potopisec
- Ange-Jacques Gabriel (1698—1782), francoski arhitekt
- Christian Gabriel (*1975), nemški šahovski velemojster
- Fernand Gabriel (1880—1943), francoski dirkač
- Jose Maria Gabriel y Galan  (1870—1905), španski pesnik
- Juan Gabriel (1950—2016), mehiški pevec in skladatelj
- Peter Gabriel (*1950), angleški rockovski pevec